# Carinapex papillosa
Carinapex papillosa é uma espécie de gastrópode do gênero Carinapex, pertencente a família Horaiclavidae.